# Piotr (Karewski)
Piotr, imię świeckie Jowan Karewski (ur. 29 maja 1946 w Bogomili) – biskup Macedońskiego Kościoła Prawosławnego, od 2006 metropolita Prespy i Pelagonii. 
Święcenia diakonatu przyjął 6 lutego 1972, a prezbiteratu 29 sierpnia 1976. Chirotonię biskupią otrzymał 14 czerwca 1981. W latach 1981–1995 był metropolitą Prespy i Bitoli, a 1995–2006 metropolitą Australii.